# Покатиловка
Покати́ловка (каз. Покатиловка) — село у складі Теректинського району Західноказахстанської області Казахстану. Адміністративний центр та єдиний населений пункт Покатиловського сільського округу.
Населення — 961 особа (2021; 996 у 2009, 1516 у 1999, 1540 у 1989).